# Jeffery Deaver
Jeffery Deaver (ur. 6 maja 1950 w Glen Ellyn, Illinois) – amerykański pisarz, autor thrillerów psychologicznych.

## Życiorys
Urodził się 6 maja 1950 r. w niewielkiej miejscowości Glen Ellyn nieopodal Chicago. Jego ojciec trudnił się układaniem haseł reklamowych, podczas gdy matka zajmowała się domem. Jedynym jego rodzeństwem jest młodsza siostra – Julie Reece Deaver, która znana jest z pisanych przez nią powieści młodzieżowych.
Swoją pierwszą książkę napisał w wieku jedenastu lat. Była to niewielka forma, składająca się z dwóch rozdziałów. Ukończył studia pierwszego stopnia na Uniwersytecie Missouri na Wydziale Dziennikarstwa. Pracował dorywczo dla różnych magazynów, jednakże w planie miał podjęcie pracy jako korespondent New York Times czy Wall Street Journal. Aby uzyskać niezbędne do tego celu wykształcenie podjął dalszą edukację w Fordham Law School. Po jej zakończeniu zdecydował się podjąć praktykę prawniczą i przez kilka lat pracował jako doradca prawny dla jednej z większych firm na Wall Street. Podczas długich dojazdów do pracy i powrotów do domu rozpoczął pisanie swojego ulubionego gatunku – powieści z suspensem. Od 1990 całkowicie poświęcił się pisarstwu.
Był wielokrotnie nagradzany jako pisarz i dziennikarz. Pisał i wykonywał własne piosenki. Jest autorem 21 powieści. Pięciokrotnie był nominowany do Edgar Award przyznawanej przez organizację Mystery Writers of America oraz do Anthony Award i trzykrotnie odebrał Ellery Queen Reader’s Award za najlepsze opowiadanie roku. W 2001 dostał W.H. Smith Thumping Good Read Award za powieść Puste krzesło, którego głównymi bohaterami są Lincoln Rhyme i Amelia Sachs. W 2004 został nagrodzony Crime Writers Association of Great Britain’s Ian Fleming Steel Dagger Award za Ogród bestii oraz Short Story Dagger za The Weekender. Jego powieści tłumaczone są na 25 języków. Wielokrotnie znajdują się na listach bestsellerów na całym świecie, łącznie z New York Times, London Times i Los Angeles Times.
Dokonano także ekranizacji jego powieści: Panieński grób i Kolekcjoner kości. Pierwsza została zekranizowana przez HBO w 1997 pod tytułem Śmiertelna cisza (Dead Silence). Drugą natomiast zrealizowało w 1999 roku Universal Pictures, a w rolach głównych wystąpili: Denzel Washington jako Lincoln Rhyme i Angelina Jolie jako Amelia Sachs. W planach są kolejne ekranizacje: Łzy diabła, Błękitna pustka, Manhattan Is My Beat oraz Modlitwa o sen.

## Twórczość

### Cykle

#### Colter Shaw
- Gra w nigdy (Prószyński i S-ka, 2020) – (The Never Game, 2019)
- Do jutra (Prószyński i S-ka, 2021) – (The Goodbay Man, 2020)
- Ostatni dowód (Prószyński i S-ka, 2022) – (The Final Twist, 2022)
- Polowanie na czas (Prószyński i S-ka, 2023) – (Hunting Time, 2023)

#### TrylogiaRune
- Śmierć na Manhattanie (C&T, 2010) – (Manhattan Is My Beat, 1988)
- Pożegnanie smutnej gwiazdy (C&T, 2010) – (Death of a Blue Movie Star, 1990)
- Gorący temat (C&T, 2011) – (Hard News, 1991)

#### John Pellam
- Płytkie groby (C&T, 2008) – (Shallow Graves, 1992)
- Krwawa rzeka (C&T, 2009) – (Bloody River Blues, 1993)
- Piekielna dzielnica (C&T, 2009) – (Hell’s Kitchen, 2001)

#### Lincoln Rhyme
- Kolekcjoner kości (Prószyński i S-ka, 2002, 2008, 2010) – (The Bone Collector, 1997)
- Tańczący trumniarz (Prószyński i S-ka, 2001, 2010) – (The Coffin Dancer, 1998)
- Puste krzesło (Prószyński i S-ka, 2002, 2008) – (The Empty Chair, 2000)
- Kamienna małpa (Prószyński i S-ka, 2007) – (The Stone Monkey, 2002)
- Mag (Prószyński i S-ka, 2005, 2009) – (The Vanished Man, 2003)
- Dwunasta karta (Prószyński i S-ka, 2006) – (The Twelfth Card, 2005)
- Zegarmistrz (Prószyński i S-ka, 2006) – (The Cold Moon, 2006)
- Rozbite okno (Prószyński i S-ka, 2009) – (The Broken Window, 2008)
- Pod napięciem (Prószyński i S-ka, 2010) – (The Burning Wire, 2010)
- Pokój straceń (Prószyński i S-ka, 2013) – (The Kill Room, 2013)
- Kolekcjoner skór (Prószyński i S-ka, 2015) – (The Skin Collector, 2014)
- Pocałunek stali (Prószyński i S-ka, 2018) – (The Steel Kiss, 2016)
- Pogrzebani (Prószyński i S-ka, 2018) – (The Burial Hour, 2017)
- Szlif (Prószyński i S-ka, 2019) – (The Cutting Edge, 2018)
- Nocny obserwator (Prószyński i S-ka, 2023) – (The Midnight Lock, 2023)
- Ręka Zegarmistrza (Prószyński i S-Ka, 2024)

#### Kathryn Dance
- Zegarmistrz (Prószyński i S-ka, 2006) – (The Cold Moon, 2006) jako postać drugoplanowa
- Śpiąca laleczka (Prószyński i S-ka, 2007) – (The Sleeping Doll, 2007)
- Przydrożne krzyże (Prószyński i S-ka, 2010) – (Roadside Crosses, 2009)
- Pod napięciem (Prószyński i S-ka, 2010) – (The Burning Wire, 2010) – mały występ
- Twój cień (Prószyński i S-ka, 2012) – (XO, 2012)
- Panika (Prószyński i S-ka, 2016) - (Solitude Creek, 2015)

#### Harry Middleton
- Manuskrypt Chopina (Prószyński i S-ka, 2009) – (The Chopin Manuscript, 2007) – J. Deaver tworzy historię, rozpoczyna ją i kończy, a inni znani autorzy kryminałów piszą pozostałe rozdziały.
- Miedziana bransoleta (Prószyński i S-ka, 2010) – (The Copper Bracelet, 2009) – J. Deaver tworzy historię, rozpoczyna ją i kończy, a inni znani autorzy kryminałów piszą pozostałe rozdziały.
- The Watch list (2010) – amerykańskie wydanie The Chopin Manuscript oraz The Copper Bracelet w jednej książce.

### Pozostałe powieści
- Voodoo, 1988 – debiut ; brak polskiego wydania
- Always a Thief, 1988 – brak polskiego wydania
- Konflikt interesów (Prószyński i S-ka, 2004, 2011) – (Mistress of Justice, 1992)
- Lekcja jej śmierci (C&T, 2005) – (The Lesson of Her Death, 1993)
- Modlitwa o sen (Marba Crown, 1995 ; C&T, 2010) – (Praying for Sleep, 1994)
- Panieński grób (Prószyński i S-ka, 2001, 2009) – (A Maiden's Grave, 1995)
- Łzy diabła (C&T, 2002) – (The Devil’s Teardrop, 1999)
- Dar języków (Prószyński i S-ka, 2003, 2008) – (Speaking in Tongues, 2000)
- Błękitna pustka (Prószyński i S-ka, 2007) – (The Blue Nowhere, 2001)
- Ogród bestii (Prószyński i S-ka, 2008, 2010) – (Garden of Beasts, 2004)
- Porzucone ofiary (Prószyński i S-ka, 2009) – (The Bodies Left Behind, 2008)
- Hak (Prószyński i S-ka, 2011) – (Edge, 2010)
- Carte blanche (Albatros, 2012) – (Carte Blanche, 2011) – nowa książka z agentem 007.
- Październikowa lista (Prószyński i S-ka, 2014) – (October list, 2013)

### Zbiory opowiadań
- Spirale strachu (Prószyński i S-ka, 2007) – (Twisted: The Collected Short Stories of Jeffery Deaver, Volume 1, 2003)
- Spirale grozy (Prószyński i S-ka, 2008) – (More Twisted: Collected Stories, Vol. II, 2006)
- Nocturne: And Other Unabridged Twisted Stories, 2004 – audiobook (tylko w j. angielskim) z wybranymi opowiadaniami z wymienionego wyżej zbioru Twisted („Spirale strachu”).

### Inne
- Complete Law School Companion (1984) – poradnik dla studentów prawa od prawnika, jakim J. Deaver jest z wykształcenia. Wersja anglojęzyczna.
- Wrong Time, Wrong Place – opowiadanie J. Deavera, które ukazało się w zbiorze The Best American Mystery Stories (1999) wybranych przez Eda McBaina i Otto Penzlera
- Eye To Eye – opowiadanie J. Deavera, które ukazało się w zbiorze opowiadań Irreconcilable Differences (1999)
- wstęp J. Deavera w książce Marry Shelley Frankenstein wydanej przez Oxford University Press w 2001 roku
- The First Day Of School (2002) – krótkie opowiadanie dla nauczycieli opublikowane na stronie www J. Deavera[1]
- Forever – jedno z dwóch opowiadań wybranych przez Eda McBaina do książki Transgressions (2005)
- Nothing But Net – opowiadanie J. Deavera ze zbioru Murder at the Foul Line (2006) wybranych przez Otto Penzlera
- The Fan – opowiadanie J. Deavera ze zbioru A Merry Band of Murderers (2006) wybranych przez Claudię Bishop i Dona Brunsa
- nowy wstęp napisany przez J. Deavera do książki Iana Fleminga Casino Royale wydanej przez Penguin Books Ltd w 2006 roku
- The Death Of Reading, (2006) – wiersz J. Deavera o „śmierci” tradycyjnych książek[2]
- Bump – opowiadanie J. Deavera ze zbioru Dead Man’s Hand: Crime Fiction at the Poker Table (2007) wybranych przez Otto Penzlera
- Making Amends – opowiadanie J. Deavera ze zbioru Prisoner of Memory: and 24 of the Year’s Finest Crime and Mystery Stories  (2008) wybranych przez Eda Gormana i Martina Harry’ego Greenberga
- Trick or Treat, (2008) – opowiadanie napisane dla Parade Magazine[3]
- The Weapon – opowiadanie J. Deavera ze zbioru Thriller 2: Stories You Just Can’t Put Down (2009) wybranych przez Clive’a Cusslera
- Poe in G Minor – esej J. Deavera ze zbioru W cieniu mistrza (Albatros, 2012) – (In The Shadow Of The Master: Classic Tales by Edgar Allan Poe, 2009). Książka ta stanowi zbiór 16 opowiadań Edgara Allana Poego pod redakcją Michaela Connelly’ego wzbogacony esejami znanych autorów kryminałów.
- For Immediate Release – opowiadanie J. Deavera ze zbioru The Lineup (2009) wybranych przez Otto Penzlera. Najwięksi pisarze piszą krótkie historie z udziałem swoich największych bohaterów (w przypadku J.D. jest nim Lincoln Rhyme].
- The Therapist – opowiadanie J. Deavera ze zbioru Stories: All-New Tales (2010) wybranych przez Neila Gaimana i Ala Sarrantonio
- The Plot – opowiadanie J. Deaver'a ze zbioru The Frirst Thrills (2010) wybranych przez Lee Childa
- No Rest For The Dead (2011) – amerykańskie wydanie powieści napisanej przy współudziale ponad 20 autorów bestsellerów, a wśród nich J.Deaver.

## Adaptacje filmowe i telewizyjne
- Śmiertelna cisza (Dead Silence, 1997) (TV) (reż. Daniel Petrie Jr.) (na podstawie powieści Panieński grób)
- Kolekcjoner kości (The Bone Collector, 1999) (reż. Phillip Noyce)
- The Weekender (2008) (film krótkometrażowy) (reż. Boris Undorf) (na podstawie opowiadania)
- The Devil’s Teardrop (2010) (TV) (reż. Norma Bailey)